# Ернст-Август Кестрінг
Ернст-Август Кестрінг (нім. Ernst-August Köstring; 20 червня 1876, Срібні Пруди, Російська імперія — 20 листопада 1953, Унтервессен, ФРН) — німецький дипломат і воєначальник, генерал кавалерії. Кавалер Лицарського хрест Хреста Воєнних заслуг з мечами.

## Біографія
Син видавця і управляючого маєтком Срібні Пруди графа Шереметєва. Освіту здобув у Росії. У 1895—1896 роках служив в 4-м уланському полку в Торуні. 25 листопада 1898 року був проведений в лейтенанти резерву. З 1 липня 1901 року служив у 5-му Західнопрусському герцога Фрідріха Ойгена Вюртемберзького кірасирському полку. 18 грудня 1913 року отримав звання ротмістра.
Учасник Першої світової війни, служив здебільшого на штабних посадах. Восени 1916 року був тяжко поранений. Після одужання з грудня 1917 року був співробітником німецької військової місії в Османській імперії. З січня 1918 року — перший ад'ютант начальника генерального штабу турецької армії генерала Ганса фон Зекта.
Після капітуляції Німеччини був залишений в рейхсвері. У 1922 році отримав звання майора. Служив у штабі 16-го кавалерійського полку в Ерфурті. З 1 березня 1927 року командував 10-м Прусським кавалерійським полком. Оберст (1 квітня 1930). Вільно володів російською мовою.
У 1931-33 роках — військовий аташе Німеччини в Москві. У березні 1933 року був відправлений у відставку в чині генерал-майора. У серпні 1935 року повернутий на службу. У 1935-41 роках — знову військовий аташе Німеччини в Москві, до жовтня 1938 року — і в Литві. За час служби в СРСР був проведений в генерал-лейтенанти (1 серпня 1937) та генерали кавалерії (1 жовтня 1940). Був особисто знайомий з Василем Чуйковим. У червні 1941-вересні 1942 року перебував у резерві.
Виступав за залучення громадян Росії в боротьбі з більшовизмом. Використовувався в якості експерта з російських питань. З вересня 1942 року — уповноважений з питань Кавказу при групі армій «А». Відповідав за формування «тубільних» військових частин. З червня 1943 року — інспектор з'єднань народів Північного Кавказу. З 1 січня 1944 року — генерал добровольчих з'єднань при ОКВ.
Кестрінг був учасником Липневої змови. Колишній радник німецького посольства у Москві Ганс фон Герварт 19 липня 1994 року згадував: «Кестрінг повинен був взяти участь в поваленні Гітлера. Кожного разу, коли я їхав, вибухівка лежала під ліжком генерала Кестрінга, який, не зважаючи на це, спокійно спав. Він надав цінну послугу, коли треба було скласти список генералів та фельдмаршалів, які мали взяти участь у повстанні. Роль Кестрінга сьогодні забута, тому що про це немає записів і не залишилося в живих нікого, хто міг би пролити світло на ці справи.»
4 травня 1945 року взятий в полон американськими військами. У 1947 році звільнений. Планувалось використання Кестрінга в якості свідка на Нюрнберзькому процесі, але СРСР висловився проти цього.

## Нагороди
- Залізний хрест 2-го і 1-го класу
- Орден Фрідріха (Вюртемберг), лицарський хрест 2-го класу
- Орден Церінгенського лева, лицарський хрест 2-го класу з мечами і дубовим листям
- Хрест «За військові заслуги» (Ліппе)
- Хрест «За військові заслуги» (Австро-Угорщина) 3-го класу з військовою відзнакою
- Орден Меджида 3-го класу з шаблями (Османська імперія)
- Військова медаль (Османська імперія)
- Нагрудний знак «За поранення» в чорному
- Хрест «За вислугу років» (Пруссія)
- Почесний хрест ветерана війни з мечами
- Медаль «За вислугу років у Вермахті» 4-го, 3-го, 2-го і 1-го класу (25 років)
- Хрест Воєнних заслуг 2-го і 1-го класу з мечами
- Відзнака для східних народів[2]
- Лицарський хрест Хреста Воєнних заслуг з мечами (4 листопада 1944)